# 鄯州
鄯州（ぜんしゅう）は、中国にかつて存在した州。現在の青海省北東部に設置された。

## 南北朝時代
北魏により西平郡が鄯善鎮と改称された。526年（孝昌2年）に鄯善鎮は鄯州と改められた。

## 隋代
隋初には、鄯州は1郡2県を管轄した。583年（開皇3年）、隋が郡制を廃すると、鄯州の属郡は廃止された。607年（大業3年）に州が廃止されて郡が置かれると、鄯州は西平郡と改称され、下部に2県を管轄した。隋代の行政区分に関しては下表を参照。
| 隋代の行政区画変遷 | 隋代の行政区画変遷 | 隋代の行政区画変遷 | 隋代の行政区画変遷 | 隋代の行政区画変遷 |
| 区分               | 開皇元年           | 区分               | 大業3年            |                    |
| ------------------ | ------------------ | ------------------ | ------------------ | ------------------ |
| 州                 | 鄯州               | 郡                 | 西平郡             |                    |
| 郡                 | 楽都郡             | 県                 | 湟水県 化隆県      |                    |
| 県                 | 西都県 化隆県      | 県                 | 湟水県 化隆県      |                    |

## 唐代
619年（武徳2年）、唐が薛挙を平定すると、西平郡は鄯州と改められた。州治は故楽都城に置かれた。742年（天宝元年）、鄯州は西平郡と改称された。758年（乾元元年）、西平郡は鄯州と改称された。鄯州は湟水・竜支・鄯城の3県を管轄した。安史の乱以後、鄯州は吐蕃に占領された。張議潮が唐に帰順すると、再び鄯州は唐に帰属した。唐の滅亡後、鄯州は吐蕃やタングートの支配を受けた。

## 宋代
1099年（元符2年）、北宋が隴拶を降すと、旧青唐城に鄯州が置かれた。1100年（元符3年）、鄯州は放棄された。1104年（崇寧3年）、再び鄯州が置かれた。同年のうちに西寧州と改められた。